# 66 Draconis
66 Draconis är en orange jätte som ligger i stjärnbilden Draken.
66 Dra har visuell magnitud +5,41 och är synlig för blotta ögat vid någorlunda god seeing. Den befinner sig på ett avstånd av ungefär 170 ljusår.